# Fallbådan
Fallbådan är en ö nära Skäriråsen i Nagu,  Finland.   Den ligger i Pargas stad i den ekonomiska regionen  Åboland  och landskapet Egentliga Finland. Ön ligger omkring 8 kilometer söder om Skäriråsen, omkring 50 kilometer söder om Nagu kyrka,  82 kilometer söder om Åbo och 180 km väster om Helsingfors. Närmaste allmänna förbindelse är förbindelsebryggan vid Borstö som trafikeras av M/S Nordep.